# بومادران خزری
بومادران خزری، بومادران زاگرسی (نام علمی: Achillea filipendula) مترادف (Achillea oligocephala) نام یک گونه از سرده بومادران است.